# Nokia N8
Das Nokia N8 ist ein Smartphone des finnischen Konzerns Nokia. Besondere Merkmale des N8 sind die integrierte Kamera von Carl Zeiss mit 1/1,83-Zoll-Bildsensor und Xenon-Blitzlicht, die an vollwertige Digitalkameras heranreicht und eine HDMI-Schnittstelle. Das im Oktober 2010 veröffentlichte Gerät war Nokias erstes Symbian^3-Mobiltelefon.

## Funktionen
Das N8 wurde von Nokia am 26. April 2010 durch ein Video vorgestellt. Es erschien im Oktober 2010 und ist der Nachfolger des Nokia N97 und des Nokia N86. Neben der 1/1,83 Zoll-Kamera sind weitere besondere Merkmale, die nur wenige Mobiltelefone bieten:
- USB-On-The-Go-Funktion, mit der man beliebige USB-Geräte (z. B. USB-Sticks, USB-Harddisk, Drucker, Maus, Tastatur, USB-Leuchten) anschließen kann.
- Mini-HDMI-Anschluss zum Anschluss z. B. an einen Fernseher.
- Eingebauter UKW-Sender, zum Übertragen von Audiosignalen z. B. an ein Autoradio.
- Offline-Synchronisation mit dem PC.
- Wecker, der auch bei ausgeschaltetem Gerät funktioniert.

Das Display besteht aus besonders kratzfestem Gorilla Glass, das Gehäuse aus eloxiertem Aluminium. Das N8 war zunächst in den Farben Silber-Weiß, Dunkelgrau, Orange, Blau und Grün, später auch in Pink und Bronze erhältlich.
Der ARM11-Prozessor ist von 772 MHz auf 680 MHz heruntergetaktet, um die Akku-Laufzeit zu erhöhen. Geladen werden kann das Gerät sowohl über den MicroUSB-Anschluss als auch über den 2-mm-Ladeanschluss (Nokia-Standard). Es enthält einen RDS-Radioempfänger; über ein Headset kann Fernsehen über den DVB-H-Standard empfangen werden.
Der Nokia Store (vormals Ovi Store) stellte eine große Zahl weiterer Software zum Download zur Verfügung. Mit dem kostenlosen Nokia Karten kann das N8 als vollwertiges Navigationsgerät eingesetzt werden; Karten können per Nokia Suite, das Mobilfunknetz oder WLAN auf dem N8 gespeichert und auch offline genutzt werden. Mit der Nokia Suite können auch Daten zwischen PC und Smartphone ausgetauscht werden.

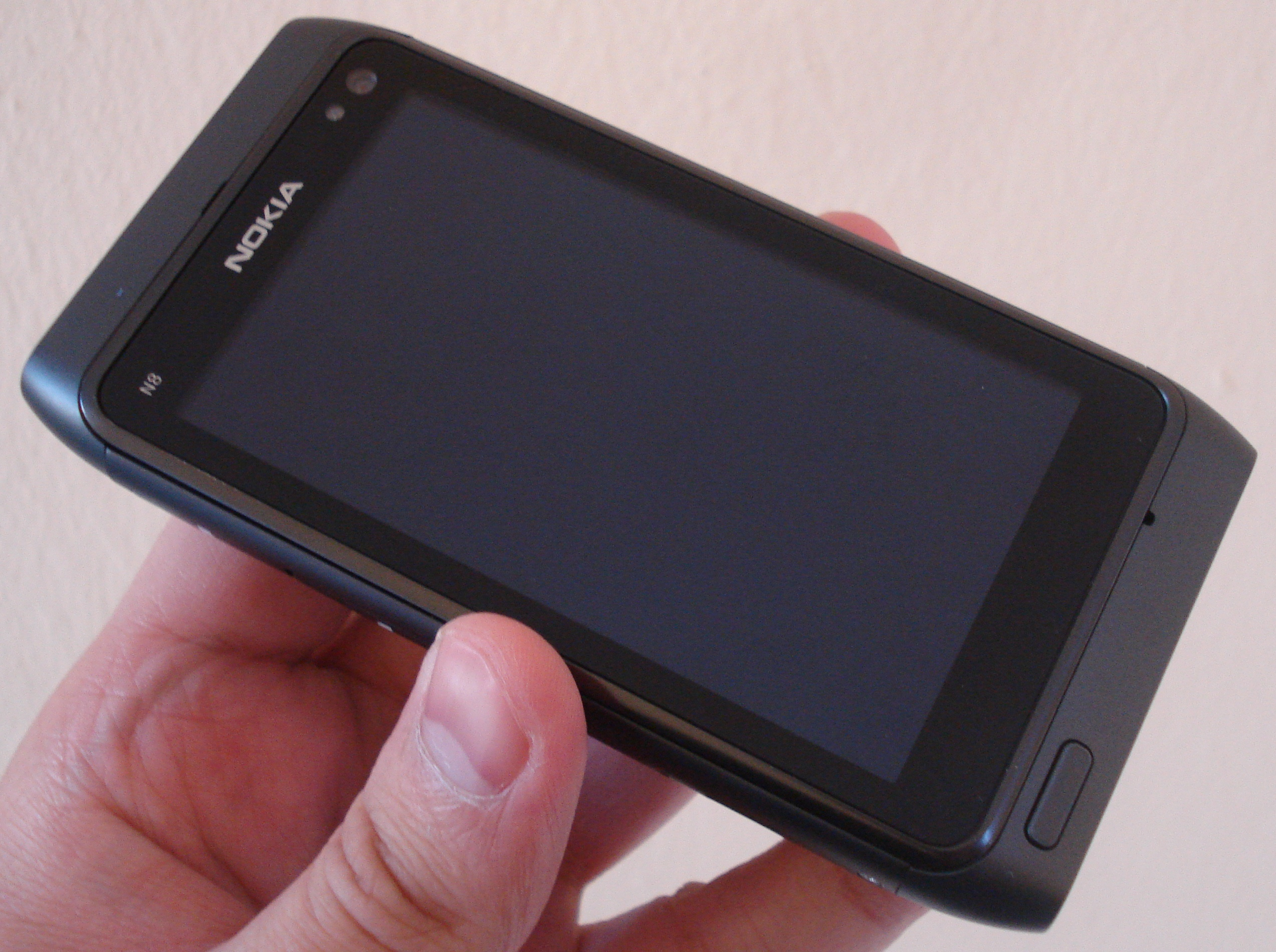
Schrägansicht
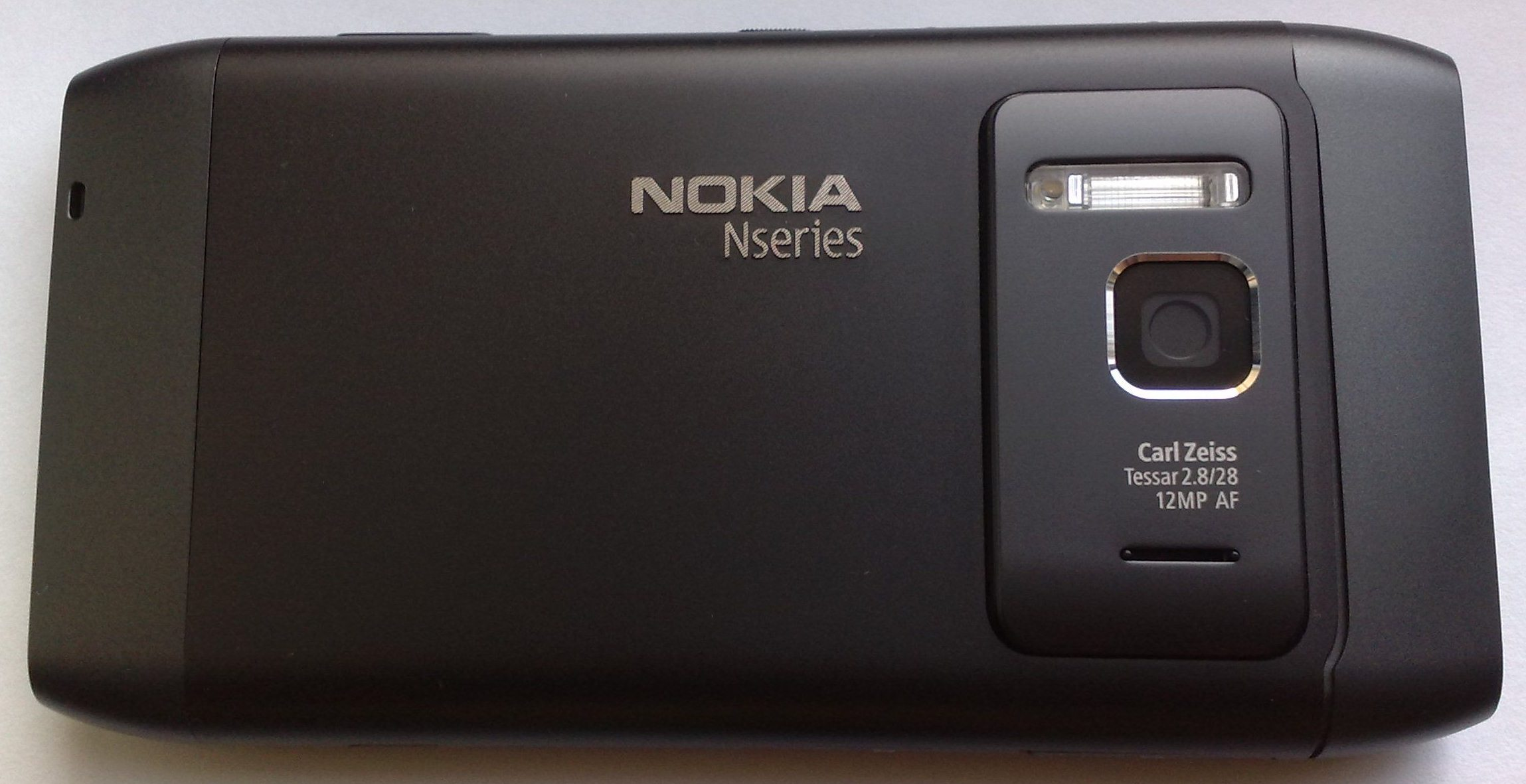
Rückseite
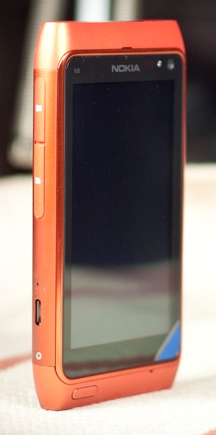
N8 in orange

Ein Vorteil ist, dass der Akkumulator nur durch das Lösen zweier Torx-Schrauben und einer Kunststoffspange gewechselt werden kann.
Bei einem Systemabsturz kann man das Gerät neustarten, in dem man ca. acht Sekunden auf den Einschaltknopf drückt, der auch bei einem Systemabsturz funktioniert.

## Firmware-Updates
Im April 2011 kündigte Nokia ein Update des Betriebssystems auf Symbian Anna an. Seit dem 18. August 2011 konnte Symbian Anna über den geräteeigenen Update-Mechanismus bzw. externe Software (Nokia Suite oder Nokia Software Updater) bezogen werden. Seit Februar 2012 war auch das neue Betriebssystem Nokia Belle verfügbar, welches bereits seit einigen Monaten als nicht offizielle Kopie im Netz kursierte. Nokia wollte nach eigenen Angaben noch zwei weitere Versionen von Symbian – Nokia Carla und Nokia Donna – veröffentlichen, auch wenn der Name „Symbian“ nicht mehr benutzt wurde.
Am 28. August 2012 veröffentlichte Nokia ein „Nokia Belle Refresh“ Update für alle Symbian^3 Geräte der ersten Generation. Für das Nokia N8 gab es einige spezielle Anwendungen für Bildbearbeitung. Mit Microsoft Office Mobile war auch ein komplettes Office-Paket mit Tabellenkalkulation, Präsentationsprogramm und Textverarbeitung Teil des Updates.

## Nachfolger
Der Vizepräsident von Nokia, Eric Bertman, hatte auf einer Einführungsveranstaltung des Lumia 800 in Russland angekündigt, dass Nokia 2012 einen stark verbesserten Nachfolger des N8 veröffentlichen wolle.
Am 27. Februar 2012 präsentierte dann Nokia auf dem Mobile World Congress in Barcelona, das Nokia 808 PureView als Nachfolger. Das Nokia 808 hat eine 1/1,2 Zoll-Kamera, deren Sensorfläche größer ist als die besserer Kompaktkameras jener Zeit.

## Trivia
- In dem Film Tron: Legacy wurde das N8 mittels Produktplatzierung beworben.